# Open 13 2019
Open 13 Provence 2019 byl profesionální tenisový turnaj pořádaný jako součást mužského okruhu ATP Tour, který se odehrával v hale Palais des Sports na krytých dvorcích s tvrdým povrchem. Probíhal mezi 18. až 24. únorem 2019 v jihofrancouzském Marseille jako dvacátý šestý ročník turnaje.
Turnaj s rozpočtem 744 010 eur patřil do kategorie ATP Tour 250. Nejvýše nasazeným hráčem ve dvouhře se stal dvanáctý hráč světa Stefanos Tsitsipas z Řecka. Jako poslední přímý účastník do hlavní singlové soutěže zasáhl srbský 92. hráč žebříčku Filip Krajinović.
Druhý singlový titul na okruhu ATP Tour vybojoval 20letý Řek Stefanos Tsitsipas, který se posunul na nové kariérní maximum, 11. místo žebříčku ATP. Druhou společnou trofej oe čtyřhry, po triumfu na Qatar ExxonMobil Open 2017, získali Francouzi Jérémy Chardy a Fabrice Martin.
Stejní vítězové triumfovali i na květnovém Estoril Open 2019.

## Rozdělení bodů a finančních odměn

### Rozdělení bodů
| Soutěž  | vítězové | finalisté | semifinalisté | čtvrtfinalisté | 16 v kole | 32 v kole | Q  | Q2 | Q1 |
| ------- | -------- | --------- | ------------- | -------------- | --------- | --------- | -- | -- | -- |
| dvouhra | 250      | 150       | 90            | 45             | 20        | 0         | 12 | 6  | 0  |
| čtyřhra | 250      | 150       | 90            | 45             | 0         | —         | —  | —  | —  |

### Finanční odměny
| Soutěž                              | vítězové | finalisté | semifinalisté | čtvrtfinalisté | 16 v kole | 32 v kole | Q2     | Q1     |
| ----------------------------------- | -------- | --------- | ------------- | -------------- | --------- | --------- | ------ | ------ |
| dvouhra                             | €115 235 | €62 310   | €34 415       | €19 555        | €11 245   | €6 735    | €3 260 | €1 625 |
| čtyřhra                             | €37 820  | €19 380   | €10 000       | €6 500         | €3 520    | —         | —      | —      |
| částka ve čtyřhře je uvedena na pár |          |           |               |                |           |           |        |        |

## Mužská dvouhra

### Nasazení
| Stát                          | Hráč               | ATP | Nasazení |
| ----------------------------- | ------------------ | --- | -------- |
| Řecko                         | Stefanos Tsitsipas | 12. | 1.       |
| Chorvatsko                    | Borna Ćorić        | 13. | 2.       |
| Belgie                        | David Goffin       | 21. | 3.       |
| Kanada                        | Denis Shapovalov   | 25. | 4.       |
| Španělsko                     | Fernando Verdasco  | 26. | 5.       |
| Francie                       | Gilles Simon       | 31. | 6.       |
| Francie                       | Gaël Monfils       | 33. | 7.       |
| Francie                       | Jérémy Chardy      | 35  | 8.       |
| Žebříček ATP k 11. únoru 2019 |                    |     |          |

### Jiné formy účasti
Následující hráči obdrželi divokou kartu do hlavní soutěže:
- Antoine Hoang
- Ugo Humbert
- Jo-Wilfried Tsonga

Následující hráč do hlavní soutěže pod žebříčkovou ochranou:
- Steve Darcis

Následující hráči postoupili z kvalifikace:
- Matthias Bachinger
- Simone Bolelli
- Jegor Gerasimov
- Constant Lestienne

Následující hráči postoupili z kvalifikace jako tzv. šťastní poražení:
- Grégoire Barrère
- Serhij Stachovskyj

### Odhlášení
před zahájením turnaje
- Čong Hjon → nahradil jej  Serhij Stachovskyj
- Matthew Ebden → nahradil jej  Denis Kudla
- Kyle Edmund → nahradil jej  Peter Gojowczyk[6]
- Márton Fucsovics → nahradil jej  Jiří Veselý
- Pierre-Hugues Herbert → nahradil jej  Hubert Hurkacz
- Karen Chačanov → nahradil jej  Ernests Gulbis
- Gaël Monfils → nahradil jej  Grégoire Barrère
- Andy Murray → nahradil jej  Andrej Rubljov[7]

## Mužská čtyřhra

### Nasazení
| Stát                                                                                   | Hráč           | Stát        | Hráč             | ATP  | Nasazení |
| -------------------------------------------------------------------------------------- | -------------- | ----------- | ---------------- | ---- | -------- |
| Rakousko                                                                               | Oliver Marach  | Chorvatsko  | Mate Pavić       | 15.  | 1.       |
| Jižní Afrika                                                                           | Raven Klaasen  | Nový Zéland | Michael Venus    | 26.  | 2.       |
| Japonsko                                                                               | Ben McLachlan  | Nizozemsko  | Matwé Middelkoop | 67.  | 3.       |
| Ukrajina                                                                               | Denys Molčanov | Slovensko   | Igor Zelenay     | 129. | 4.       |
| Žebříček ATP k 11. únoru 2019; číslo je součtem žebříčkového postavení obou členů páru |                |             |                  |      |          |

### Jiné formy účasti
Následující páry obdržely divokou kartu do hlavní soutěže:
- Džívan Nedunčežijan /  Purav Radža
- Petros Tsitsipas /  Stefanos Tsitsipas

### Odhlášení
před zahájením turnaje
- Simone Bolelli

## Přehled finále

### Mužská dvouhra
- Stefanos Tsitsipas vs.  Michail Kukuškin, 7–5, 7–6(7–5)

### Mužská čtyřhra
- Jérémy Chardy /  Fabrice Martin vs.  Ben McLachlan /  Matwé Middelkoop, 6–3, 6–7(4–7), [10–3]